# アダム・シャオ・イム・ファ
アダム・シャオ・イム・ファ（フランス語: Adam Siao Him Fa、繁体字中国語: 蕭 傳文、2001年1月31日 - ）は、フランスのフィギュアスケート選手（男子シングル）。主な競技成績は、2024年世界選手権3位、欧州選手権2連覇（2023年、2024年）、グランプリシリーズでの優勝3回、フランス選手権2連覇（2022年、2023年）など。

## 経歴
モーリシャス共和国出身の両親（1980年初頭からフランス在住）の下、4人兄弟の末っ子として生まれる。父親の職業は医師で、父方の祖父は中国出身。
2006年、先にスケートを始めていた2人の兄と姉の影響で、スケートを習い始める。すぐに夢中になったとのこと。ヴァレリー・ソウ、コーネリア・パキエ、ナタリー・デュプイー、ローラン・デュプイーらに師事。

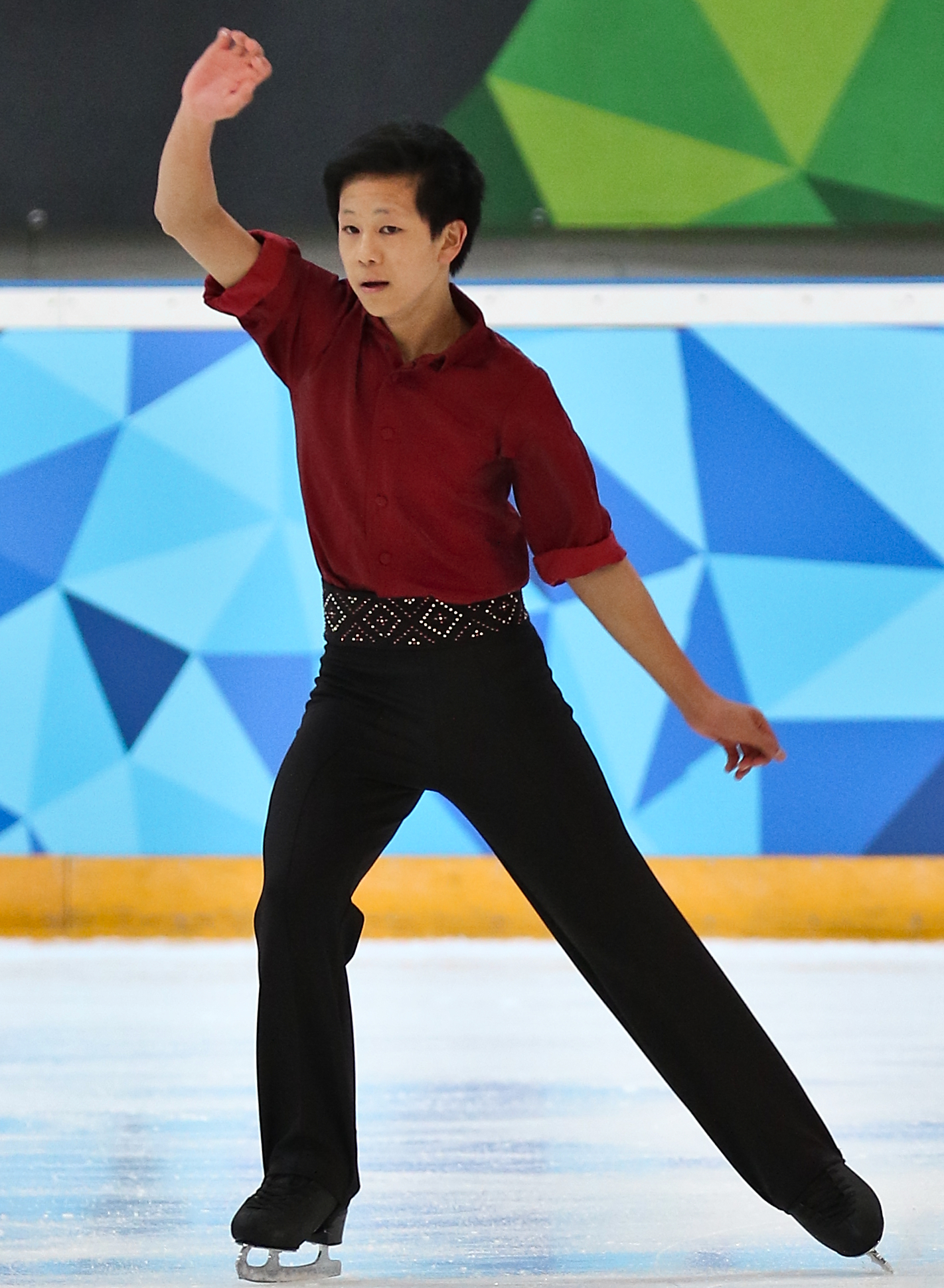
2016年リレハンメルユースオリンピックにて

2011年、練習拠点としていたボルドーのリンクが閉鎖。シャオ・イム・ファはスケートを続けるため、拠点をトゥールーズに変更した。遠方のため母と共に転居し、平日は練習と勉強、週末はボルドーの家族の元へ戻るという生活を続けた。トゥールーズでは、ロドルフ・マレシャル、バティスト・ポケらに師事。移籍後、2014年のサンタクロース杯とトルナヴァアイス杯、2つの国際大会のアドバンスドノービス部門で優勝した他、ジュニアの国際大会や2016年ユースオリンピックに出場。
トゥールーズに拠点を変えて6年が経過した頃、さらに新しいことが必要だと考えたシャオ・イム・ファは2017年7月、フランスチームの遠征で面識を持っていたブライアン・ジュベールに連絡を取り、9月からポワティエに拠点を移して指導を受け始める。移籍後の成績で特に目を引くものとしては、2018年JGPアルメニアン杯優勝、2018年ジュニアグランプリファイナル4位、2019年フランス国内選手権シニア2位、2019年世界ジュニア選手権6位など。2019年4月の世界国別対抗戦ショートプログラムで4回転のルッツジャンプを成功させ、公式試合での4回転ジャンプの成功は、トウループとサルコウに次いで3種類目となった。

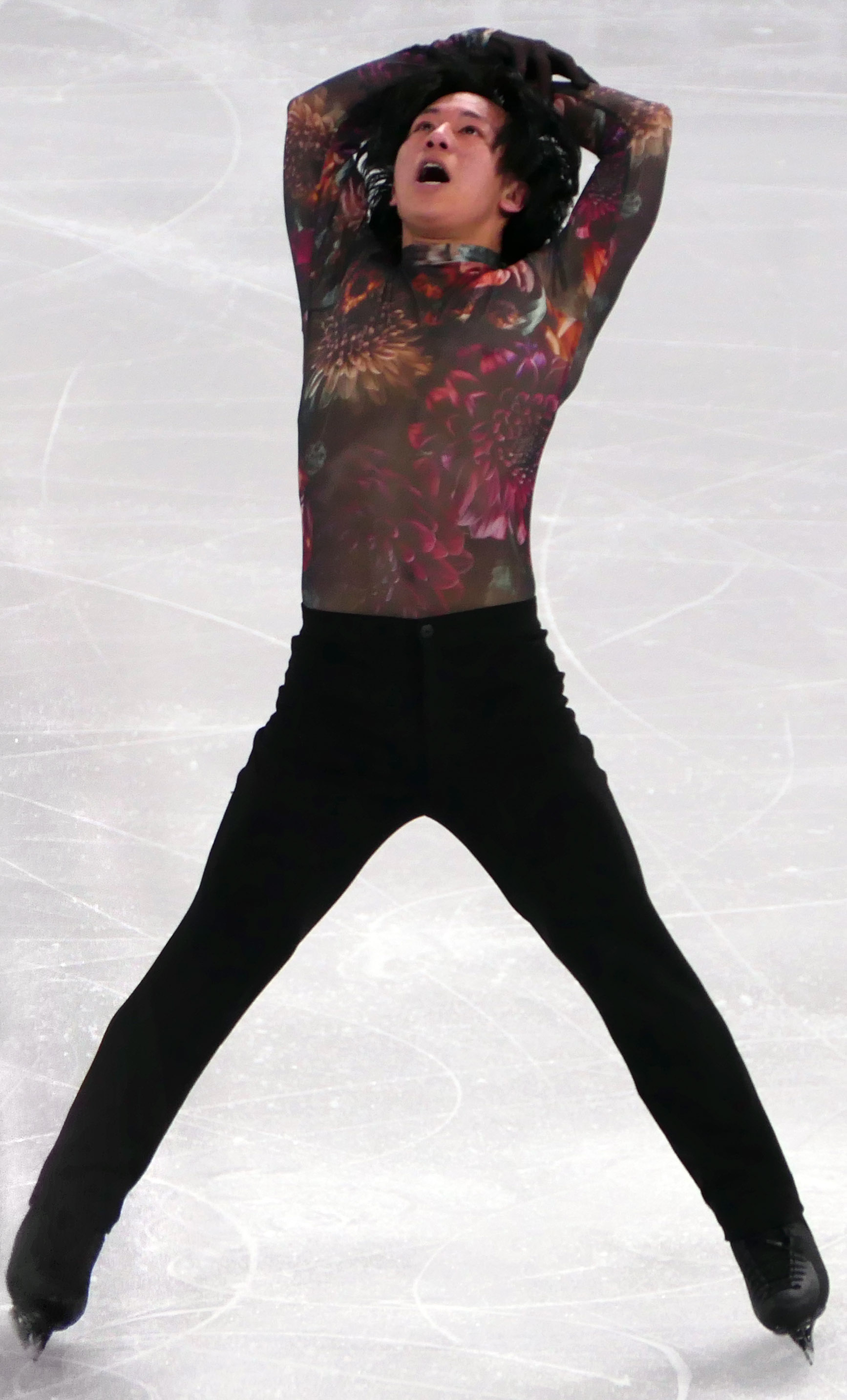
2024年世界選手権のフリースケーティング演技後

### 2023–24シーズン
ネーベルホルン杯と上海トロフィーで優勝。グランプリシリーズ1戦目のフランス杯では、ショートプログラムで自身初の100点超えとなる101.07点で2位につける。フリースケーティングではトップの205.71点を出し、総合では2018年のルール改正以降史上6人目の300点台となる306.78点を記録し、ショートプログラム1位のイリア・マリニンを2.10点上回り優勝を果たした。2戦目の2023年中国杯では、ショートプログラムの4回転トウループで転倒したものの宇野昌磨に次ぐ2位につけ、フリースケーティングでは逆転して2連勝を果たした。初出場となるグランプリファイナルでは、ショートプログラムで4回転ルッツが2回転に抜けてしまい6位と出遅れる。フリースケーティングではいくつかミスがあったものの3位となり、総合4位まで順位を上げた。フランス選手権では2連覇を達成した。
2月の欧州選手権では、フリースケーティングで禁止技のバックフリップを披露し、2点の減点があったものの優勝を果たした。3月の世界選手権では、ショートプログラムの全てのジャンプ要素でミスを犯し、77.49点で19位と大きく出遅れた。しかし、フリースケーティングではミスのない演技を披露し、終盤に跳んだバックフリップの2点の減点がありながらも自己ベストに迫る206.90点を記録した。総合では284.39点で4位の宇野昌磨と3.54点差の3位となり、自身初となる世界選手権銅メダルを獲得した。フランス男子選手では2010年のブライアン・ジュベール以来14年ぶりのメダリストとなった。

### 2024-2025シーズン
オフシーズンに日本で開催されたアイスショーの練習中、右足首を怪我し靱帯断裂と診断された。怪我は回復の方向に向かったが、夏のトレーニングキャンプでのジャンプ練習中に再び右足首を負傷、この時は6週間の休養を余儀なくされた。8月の終わりに氷上練習を再開した。
当初はグランプリシリーズフランス大会で競技に復帰する予定だったが、予定を早め10月のニース杯(トロフィー・メトロポール・ニース・コート・ダジュール)に出場、三度目の優勝を果たした。
このシーズン中、アダム・シャオ・イム・ファはSPを2つ用意し、大会によって選曲するという異例の決断をしている。
「SOS d'un terrien en détresse（苦悩する地球人からのSOS）」と「Gangsta's Paradise, X Gon' Give It To Ya」の2曲で、グランプリシリーズフランス大会では後者、グランプリシリーズ中国大会では前者を披露している。
ただ、欧州選手権以降は前者を選択し続けた。
グランプリシリーズフランス大会ではSP8位と出遅れたが、FS1位となり逆転優勝した。
グランプリシリーズ中国大会ではSP・FS共に3位、総合順位は佐藤駿、ミハイル・シャイドロフに次いで3位となりグランプリファイナルへの出場を決めた。しかし痛めていた右足首が悪化しグランプリファイナルは棄権することとなった。グランプリシリーズに出場していた間も万全の状態ではなく、昨シーズンはFSで4回転4本を跳んでいたがこのシーズン前半は3本に抑えていた。

欧州選手権ではSP首位発進するもFSで冒頭のジャンプを転倒するなどジャンプでミスが相次ぎ、総合順位は3位で終えた。
世界選手権では9位スタートとなるも、FSで3位と巻き返し総合順位は4位となった。

## バックフリップについて
バックフリップは後方宙返りの一つである。アダム・シャオ・イム・ファが試合で行った2024年世界選手権開催当時は、バックフリップは禁止技の一つだった。
1976年の全米チャンピオンであるテリー・クビカが1976年にインスブルック五輪と世界選手権で成功させた後、危険な技として競技では禁止になった。一方でルールが適用されないエキシビションやアイスショーでは、ロビン・カズンズ、スコット・ハミルトン、ブライアン・オーサー、キーガン・メッシング、ネイサン・チェンなど多くのスケーターに取り入れられてきた。
1998年の長野オリンピックの女子フリースケーティングでスルヤ・ボナリーがバックフリップを行なったことは大きな議論を呼んだ。
アダム・シャオ・イム・ファは、2024年の世界選手権だけでなく、2023年の上海トロフィー、欧州選手権のフリーでもバックフリップを披露しどちらも2.00点の減点を受けていた。また、グランプリシリーズ中国杯ではフリー演技後、氷上から上がるまでの間にバックフリップを披露していた。
(演技終了後であったため減点対象とはならなかった。)
欧州選手権後の記者会見では、「エキシビションでやるより、フリーでやる方がエネルギーは使います。でも調子が良かったので、試合だったけれど、観客のためにやりました」と話した。
世界選手権演技後の記者会見では、「減点されることはわかっていたけれど、この技を再び競技に戻して、スポーツをプッシュしたかったんです」と述べている。
彼の振付師であるブノワ・リショーは、「シーズンの始めに、フリーでバックフリップをやったらどのくらいの減点になるのかチームで検討しました。アダムは常に新しいことに挑戦し、このスポーツを進化させたいと思っているんです」と説明した。

この一連のバックフリップをめぐるアダム・シャオ・イム・ファの言動について賛否両論が起こった。「身体能力の高い選手にとっては一度習得すれば危険な技ではない」「華やかな技として盛り上がるファンも存在する」といった好意的に受け取る意見が上がる一方で,「周りの選手に対して危険ではないか」「氷に大きな穴が開くことであとに滑るスケーターにとって危険ではないか」というような批判的な意見も見受けられた。
2024年6月に行われた国際スケート連盟総会で2024-2025シーズンからバックフリップを解禁することが決定された。ISUとしてはフィギュアスケートをより魅力的でファンを引き付けるスポーツにしたいとかねてから考えていた。アダム・シャオ・イム・ファの跳ぶバックフリップを喜ぶ観客の反応を受けて「解禁してもよいのではないか」という声が強くなり、この決定に至った。
ただし、解禁はされたが「あくまでも減点ではなくなる」扱いとなる。
フリースケーティングの中で1度だけ許可され、プログラムのどこに入れても構わないが、技としてバックフリップ自体が点数になることはない。また、コレオシークエンスの中にバックフリップを入れたとしてもコレオシークエンスを構成するスケーティングムーヴメントには数えられない。

1つのムーブメントとして、出来栄え（GOE）や演技構成点（PCS）で評価される可能性がある、ということにとどまる。
バックフリップはシニア・ジュニアで解禁され、ノービスは禁止のままである。体の未発達なジュニア選手が行うことについてのリスクに関してISUはいまだ検討中の姿勢である。
2024-2025シーズンではアダム・シャオ・イム・ファだけでなくイリア・マリニンらも新プロフラムにバックフリップを取り入れた。
ジュニアでも、パトリック・ブラックウェルが取り入れるなど、解禁を受けて競技で行う選手が増加した。

## 競技成績

### ISUパーソナルベストスコア
- SP - ショートプログラム、FS - フリースケーティング
- TSS - 部門内合計得点（英: Total segment score）は太字
- TES - 技術要素点（英: Technical element score）、PCS - 演技構成点（英: Program component score）

| 部門 | 種類 | 得点   | 大会                       |
| ---- | ---- | ------ | -------------------------- |
| 総合 | TSS  | 306.78 | 2023年フランス杯           |
| SP   | TSS  | 101.07 | 2023年フランス杯           |
| SP   | TES  | 57.70  | 2023年フランス杯           |
| SP   | PCS  | 44.83  | 2023年グランプリファイナル |
| FS   | TSS  | 207.17 | 2023年中国杯               |
| FS   | TES  | 116.83 | 2024年世界選手権           |
| FS   | PCS  | 92.07  | 2024年世界選手権           |

| 部門 | 種類 | 得点   | 大会                     |
| ---- | ---- | ------ | ------------------------ |
| 総合 | TSS  | 183.46 | 2017年クロアチア杯       |
| SP   | TSS  | 64.11  | 2018年世界ジュニア選手権 |
| SP   | TES  | 33.92  | 2018年世界ジュニア選手権 |
| SP   | PCS  | 30.19  | 2018年世界ジュニア選手権 |
| FS   | TSS  | 122.18 | 2017年クロアチア杯       |
| FS   | TES  | 63.76  | 2017年クロアチア杯       |
| FS   | PCS  | 59.42  | 2017年クロアチア杯       |

### 主な戦績
- GP - グランプリシリーズ
- CS - チャレンジャーシリーズ
- 括弧内の数字は団体戦における個人順位

| 大会名                | 2015–16 | 2016–17 | 2017–18 | 2018–19    | 2019–20 | 2020–21   | 2021–22 | 2022–23   | 2023–24 | 2024–25   | 2025–26 |
| --------------------- | ------- | ------- | ------- | ---------- | ------- | --------- | ------- | --------- | ------- | --------- | ------- |
| オリンピック          |         |         |         |            |         |           | 14位    |           |         |           |         |
| 世界選手権            |         |         |         |            |         |           | 8位     | 10位      | 3位     | 4位       |         |
| 欧州選手権            |         |         |         | 12位       | 11位    |           |         | 1位       | 1位     | 3位       |         |
| GP ファイナル         |         |         |         |            |         |           |         |           | 4位     | 欠場      |         |
| GP フィンランディア杯 |         |         |         |            |         |           |         |           |         |           | TBD     |
| GP 中国杯             |         |         |         |            |         |           |         |           | 1位     | 3位       |         |
| GP フランス杯         |         |         |         |            |         | 中止      | 8位     | 1位       | 1位     | 1位       | TBD     |
| GP NHK杯              |         |         |         |            |         |           |         | 5位       |         |           |         |
| GP スケートアメリカ   |         |         |         |            |         |           | 9位     |           |         |           |         |
| CS ニース杯           |         |         |         |            |         |           |         |           |         | 1位       |         |
| CS アルペン杯         |         |         |         | 7位        |         |           |         |           |         |           |         |
| CS ゴールデンスピン   |         |         |         |            | 7位     |           | 欠場    |           |         |           |         |
| CS アイススター       |         |         |         |            | 3位     |           |         |           |         |           |         |
| CS ロンバルディア杯   |         |         |         |            |         |           | 2位     | 1位       |         |           |         |
| CS ネーベルホルン杯   |         |         |         |            |         |           | 2位     |           | 1位     |           |         |
| ソニアヘニー杯        |         |         |         |            |         |           |         |           |         | 1位       |         |
| ニース杯              |         |         |         |            |         |           |         | 1位       | 1位     |           |         |
| チャレンジカップ      |         |         |         |            |         | 3位       |         |           |         |           |         |
| チロル杯              |         | 5位     |         |            |         |           |         |           |         |           |         |
| 世界国別対抗戦        |         |         |         | 4位 (12位) |         | 5位 (8位) |         | 5位 (9位) |         | 4位 (3位) |         |
| フランス選手権        | 8位     | 8位     | 4位     | 2位        | 2位     | 2位       | 2位     | 1位       | 1位     |           |         |

- JGP - ジュニアグランプリシリーズ
- N - ノービスクラス

| 大会名                       | 2012–13 | 2013–14 | 2014–15 | 2015–16   | 2016–17 | 2017–18 | 2018–19 | 2019–20 |
| ---------------------------- | ------- | ------- | ------- | --------- | ------- | ------- | ------- | ------- |
| ユースオリンピック           |         |         |         | 10位      |         |         |         |         |
| 世界ジュニア選手権           |         |         |         |           |         | 17位    | 6位     | 7位     |
| JGP ファイナル               |         |         |         |           |         |         | 4位     |         |
| JGP エーニャ・ノイマルクト   |         |         |         |           |         | 9位     |         | 5位     |
| JGP クロアチア杯             |         |         |         |           |         | 9位     |         | 8位     |
| JGP アルメニアン杯           |         |         |         |           |         |         | 1位     |         |
| JGP リッチモンド             |         |         |         |           |         |         | 3位     |         |
| JGP タリン杯                 |         |         |         |           | 12位    |         |         |         |
| JGP サン・ジェルヴェ         |         |         |         |           | 14位    |         |         |         |
| ババリアンオープン           |         |         |         |           |         | 3位     |         |         |
| ニース杯                     |         |         |         | 4位       | 2位     |         |         |         |
| タリン杯                     |         |         |         | 7位       |         |         |         |         |
| アンドラオープン             |         |         |         |           | 1位     |         |         |         |
| ヨーロッパユースオリンピック |         |         |         |           | 7位     |         |         |         |
| ボルボオープン杯             |         |         |         | 5位       |         |         |         |         |
| プランタン杯                 | 4位 N   |         |         |           |         |         |         |         |
| デンコヴァ・スタビスキー杯   |         | 2位 N   |         |           |         |         |         |         |
| ルースター杯                 |         | 2位 N   | 4位 N   |           |         |         |         |         |
| サンタクロース杯             |         |         | 1位 N   |           |         |         |         |         |
| トルナヴァアイス杯           |         |         | 1位 N   |           |         |         |         |         |
| ユースオリンピック団体戦     |         |         |         | 8位 (5位) |         |         |         |         |
| フランスジュニア選手権       |         |         | 6位     | 4位       | 1位     | 2位     |         |         |

### 詳細
パーソナルベストは太字で表示
| 2024-2025 シーズン     |                                                     |         |          |                 |
| 開催日                 | 大会名                                              | SP      | FS       | 結果            |
| 2025年4月17日 - 20日   | 2025年世界フィギュアスケート国別対抗戦（東京）      | 2 96.16 | 6 168.47 | 4 団体 (264.63) |
| 2025年3月25日 - 30日   | 2025年世界フィギュアスケート選手権（ボストン）      | 9 87.22 | 3 188.26 | 4 275.48        |
| 2025年1月28日 - 2月2日 | 2025年ヨーロッパフィギュアスケート選手権（タリン）  | 1 93.12 | 3 164.87 | 3 257.99        |
| 2024年11月22日 - 24日  | ISUグランプリシリーズ中国杯（重慶）                 | 3 91.22 | 3 161.31 | 3 252.53        |
| 2024年11月1日 - 3日    | ISUグランプリシリーズフランスグランプリ（アンジェ） | 8 74.90 | 1 171.68 | 1 246.58        |

| 2023-2024 シーズン    |                                                      |          |          |          |
| 開催日                | 大会名                                               | SP       | FS       | 結果     |
| 2024年3月18日 - 24日  | 2024年世界フィギュアスケート選手権（モントリオール） | 19 77.49 | 2 206.90 | 3 284.39 |
| 2024年1月10日 - 14日  | 2024年ヨーロッパフィギュアスケート選手権（カウナス） | 1 94.13  | 1 182.04 | 1 276.17 |
| 2023年12月7日 - 10日  | 2023/2024 ISUグランプリファイナル（北京）            | 6 88.36  | 3 189.92 | 4 278.28 |
| 2023年11月10日 - 12日 | ISUグランプリシリーズ中国杯（重慶）                  | 2 91.21  | 1 207.17 | 1 298.38 |
| 2023年11月3日 - 5日   | ISUグランプリシリーズフランスグランプリ（アンジェ）  | 2 101.07 | 1 205.71 | 1 306.78 |

| 2022-2023 シーズン    |                                                        |          |           |                 |
| 開催日                | 大会名                                                 | SP       | FS        | 結果            |
| 2023年4月13日 - 16日  | 2023年世界フィギュアスケート国別対抗戦（東京）         | 5 92.82  | 10 154.60 | 5 団体 (247.42) |
| 2023年3月20日 - 26日  | 2023年世界フィギュアスケート選手権（さいたま）         | 12 79.78 | 8 173.33  | 10 253.11       |
| 2023年1月25日 - 29日  | 2023年ヨーロッパフィギュアスケート選手権（エスポー）   | 1 96.53  | 2 171.24  | 1 267.77        |
| 2022年12月15日 - 17日 | フランスフィギュアスケート選手権（ルアン）             | 1 96.42  | 1 182.94  | 1 279.36        |
| 2022年11月18日 - 20日 | ISUグランプリシリーズ NHK杯（札幌）                    | 3 87.44  | 4 163.01  | 5 250.45        |
| 2022年11月4日 - 6日   | ISUグランプリシリーズ フランスグランプリ（アンジェ）   | 3 88.00  | 1 180.98  | 1 268.98        |
| 2022年9月15日 - 18日  | ISUチャレンジャーシリーズ ロンバルディア杯（ベルガモ） | 2 84.69  | 1 152.50  | 1 237.19        |

| 2021-2022 シーズン    |                                                                  |          |           |           |
| 開催日                | 大会名                                                           | SP       | FS        | 結果      |
| 2022年3月21日 - 27日  | 2022年世界フィギュアスケート選手権（モンペリエ）                 | 10 90.97 | 6 175.15  | 8 266.12  |
| 2022年2月8日 - 10日   | 2022年北京オリンピック（北京）                                   | 14 86.74 | 13 163.41 | 14 250.15 |
| 2021年12月16日 - 18日 | フランスフィギュアスケート選手権（セルジー・ポントワーズ）       | 1 95.31  | 2 182.94  | 2 257.68  |
| 2021年11月19日 - 21日 | ISUグランプリシリーズ フランス国際（グルノーブル）               | 7 84.47  | 9 158.82  | 8 243.29  |
| 2021年10月22日 - 24日 | ISUグランプリシリーズ スケートアメリカ（ラスベガス）             | 10 67.60 | 7 149.92  | 9 217.52  |
| 2021年9月22日 - 25日  | ISUチャレンジャーシリーズ ネーベルホルン杯（オーベルストドルフ） | 2 89.23  | 3 154.55  | 2 242.78  |
| 2021年9月10日 - 12日  | ISUチャレンジャーシリーズ ロンバルディア杯（ベルガモ）           | 2 80.54  | 3 156.85  | 2 237.39  |

| 2020-2021 シーズン   |                                                  |         |          |                 |
| 開催日               | 大会名                                           | SP      | FS       | 結果            |
| 2021年4月15日 - 18日 | 2021年世界フィギュアスケート国別対抗戦（大阪）   | 8 78.28 | 9 152.64 | 5 団体 (230.92) |
| 2021年2月26日 - 28日 | チャレンジカップ（ハーグ）                       | 4 79.49 | 3 161.62 | 3 241.11        |
| 2021年2月5日 - 6日   | フランスフィギュアスケート選手権（ヴォジャニー） | 2 78.50 | 2 165.65 | 2 244.15        |

| 2019-2020 シーズン    |                                                          |          |          |           |
| 開催日                | 大会名                                                   | SP       | FS       | 結果      |
| 2020年3月2日 - 8日    | 2020年世界ジュニアフィギュアスケート選手権（タリン）     | 12 74.61 | 7 139.28 | 7 213.89  |
| 2020年1月20日 - 26日  | 2020年ヨーロッパフィギュアスケート選手権（グラーツ）     | 24 65.21 | 6 154.68 | 11 219.89 |
| 2019年12月5日 - 7日   | ISUチャレンジャーシリーズ ゴールデンスピン（ザグレブ）   | 13 69.06 | 6 144.92 | 7 213.98  |
| 2019年10月18日 - 20日 | ISUチャレンジャーシリーズ アイススター（ミンスク）       | 4 66.48  | 2 149.09 | 3 215.57  |
| 2019年10月2日 - 5日   | ISUジュニアグランプリ エーニャ・ノイマルクト（エーニャ） | 8 66.20  | 6 140.20 | 5 206.40  |
| 2019年9月25日 - 28日  | ISUジュニアグランプリ クロアチア杯（ザグレブ）           | 11 60.17 | 7 131.99 | 8 192.16  |

| 2018-2019 シーズン    |                                                                |          |           |                         |
| 開催日                | 大会名                                                         | SP       | FS        | 結果                    |
| 2019年4月11日 - 14日  | 2019年世界フィギュアスケート国別対抗戦（福岡）                 | 11 72.56 | 12 132.11 | 4(団体) 12(個人) 204.67 |
| 2019年3月4日 - 10日   | 2019年世界ジュニアフィギュアスケート選手権（ザグレブ）         | 8 77.74  | 6 142.17  | 6 219.91                |
| 2019年1月21日 - 27日  | 2019年ヨーロッパフィギュアスケート選手権（ミンスク）           | 13 76.70 | 9 141.36  | 12 218.06               |
| 2018年12月13日 - 15日 | フランスフィギュアスケート選手権（ヴォジャニー）               | 3 74.23  | 2 152.13  | 2 226.36                |
| 2018年12月5日 - 9日   | 2018年ISUジュニアグランプリファイナル（バンクーバー）          | 5 66.48  | 3 140.56  | 4 207.04                |
| 2018年11月14日 - 17日 | ISUチャレンジャーシリーズ アルペントロフィー（インスブルック） | 13 59.24 | 3 128.66  | 7 187.90                |
| 2018年10月10日 - 13日 | ISUジュニアグランプリ JGPアルメニアン杯（エレバン）            | 3 70.50  | 2 135.33  | 1 205.83                |
| 2018年9月12日 - 15日  | ISUジュニアグランプリ JGPリッチモンド（リッチモンド）          | 5 65.85  | 3 133.29  | 3 199.14                |

## プログラム使用曲
| シーズン | ショートプログラム | フリースケーティング | エキシビション                                                                    |
| -------- | --- | --- | --------------------------------------------------------------------------------- |
| 2024–25  | SOS d'un terrien en détresse (苦悩する地球人からのSOS） 振付：ブノワ・リショー ・Gangsta's Paradise ・X Gon' Give It To Ya 振付：ブノワ・リショー | 映画「デューン」より ・Paul's Dream ・The Shortening of the Way ・A Time of Quiet Between the Storms ・Fallout 振付：ブノワ・リショー |                                                                                   |
| 2023–24  | The Prophet 曲：ゲイリー・ムーア | ・Departure 曲：マックス・リヒター ・Mercy 曲：マックス・リヒター ・Refuge 曲：Power-Haus, Ros Stephen 振付：ブノワ・リショー         |                                                                                   |
| 2022–23  | Rain, In Your Black Eyes 曲：エツィオ・ボッソ 振付：ブノワ・リショー | ・Horizons 曲：Cédric Tour ・Horizons Into Battleegrounds ・Minus Sixty One ・Run Boy Run 曲：Woodkid 振付：ブノワ・リショー          |                                                                                   |
| 2021–22  | 映画『スター・ウォーズ』より The Rise of Skywalker Theme Duel of the Fates, Imperial March 編曲：マキシム・ロドリゲス 振付：ブノワ・リショー | ダフト・パンク メドレー 編曲：Cedric Tour 振付：ブノワ・リショー                                                                      | Leave a Light On 曲：Tom Walker 編曲：マキシム・ロドリゲス 振付：ブノワ・リショー |
| 2020–21  | 映画『スター・ウォーズ』より The Rise of Skywalker Theme Duel of the Fates, Imperial March 編曲：マキシム・ロドリゲス 振付：ブノワ・リショー | Leave a Light On 曲：Tom Walker 編曲：マキシム・ロドリゲス 振付：ブノワ・リショー                                                     |                                                                                   |
| 2019–20  | Never Tear Us Apart 歌：ジョー・コッカー 編曲：Maxime Rodriguez 振付：ローリー・メイ、ファビアン・ブルザDust and Light 作曲：デイヴィッド・トラヴィス・エドワーズ 演奏： Twelve Titans Lords of Lankhmar 作曲：ポール・ディンレティール 演奏：Audiomachine 振付：ローリー・メイ、ファビアン・ブルザ | Golden Age 曲：Woodkid 振付：ローリー・メイ、ファビアン・ブルザ                                                                       |                                                                                   |
| 2018–19  | Archangel 曲：Two Steps from Hell Flying 曲：ダン・カレン、デリン・カレン Star Sky 曲：Two Steps from Hell 振付：ニコライ・モロゾフ | Take Me To Church 曲：ホージア 振付：マリナ・アニシナ                                                                                 |                                                                                   |
| 2017–18  | Way Down We Go 曲：カレオ 振付：ブライアン・ジュベール、コーネリア・パキエ | Iron Sky 曲：パオロ・ヌティーニ 振付：ローリー・メイ                                                                                  |                                                                                   |
| 2016–17  | ハートブレイク・ホテル ブルー・スエード・シューズ 歌：エルヴィス・プレスリー 振付：イオナ・フィリポヴィチ | Exogenesis: Symphony Part II 曲：MUSE 振付：イオナ・フィリポヴィチ                                                                    |                                                                                   |
| 2015–16  | テイク・ファイヴ 作曲：ポール・デスモンド 振付：イオナ・フィリポヴィチ | Exogenesis: Symphony Part II 曲：MUSE 振付：イオナ・フィリポヴィチ                                                                    |                                                                                   |